# Odostomia conoidea
Odostomia conoidea är en snäckart som först beskrevs av Brocchi 1814.  Odostomia conoidea ingår i släktet Odostomia och familjen Pyramidellidae. Arten är reproducerande i Sverige.

## Underarter
Arten delas in i följande underarter:
- O. c. conoidea
- O. c. acutidens